# Ciro's

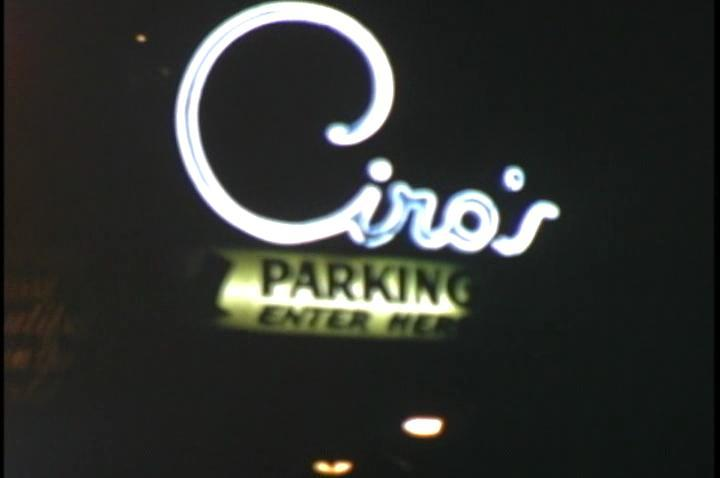
O letreiro em neon da boate Ciro's, em 1955, localizada em West Hollywood, no sul da Califórnia

Ciro's (mais tarde conhecido como Ciro's Le Disc) era uma boate em Sunset Boulevard em West Hollywood, Califórnia, de propriedade de William Wilkerson. Inaugurado em 1940, Ciro's se tornou um ponto de encontro para as celebridades de Hollywood. A boate fechou em 1957 e foi reaberta como um clube de rock em 1965. Após algumas mudanças de nome, ela se tornou The Comedy Store em 1972. 

## História
O nome Ciro's veio do italiano Ciro Capozzi que fundou o primeiro bar Ciro's em Mônaco por volta de 1892. A boate Ciro's foi inaugurado em janeiro de 1940 pelo empresário William Wilkerson na Sunset Boulevard. Wilkerson também abriu o Cafe Trocadero, em 1934, e o restaurante La Rue. Herman Hover assumiu a gestão da boate Ciro's em 1942 até fechar as portas em 1957. Hover pediu concordata em 1959, e a boate Ciro's foi vendida em leilão público por 350.000 mil dólares. Ciro's combinou um interior barroco luxuoso e um exterior sem adornos e se tornou um ponto de encontro famoso de celebridades de Hollywood. Entre as celebridades que frequentavam a boate Ciro's estavam Marilyn Monroe, Humphrey Bogart, Lauren Bacall, Frank Sinatra, James Dean, Ava Gardner, Sidney Poitier, Anita Ekberg, Lucille Ball, Desi Arnaz, Joan Crawford, Betty Grable, Marlene Dietrich, Ginger Rogers, Ronald Reagan, Dean Martin, Jerry Lewis, Mickey Rooney, Cary Grant, George Raft, George Burns, Gracie Allen, Judy Garland, June Allyson, Dick Powell, Mamie Van Doren, Jimmy Stewart, Jack Benny, Peter Lawford e Lana Turner (Turner costumava dizer que Ciro's era sua casa noturna favorita), entre muitos outros. Durante sua primeira visita a Hollywood no final da década de 1940, o futuro presidente John F. Kennedy jantou na boate Ciro's. Em 1965, Ciro's reabriu como o clube de rock chamado Ciro's Le Disc. Ike e Tina Turner se apresentaram no clube recém-inaugurado com Jimi Hendrix como parte de sua banda. A banda americana The Byrds começaram no Ciro's Le Disc em 1965. Relatos do período (reproduzidos nas notas da capa da caixa The Preflyte Sessions) descrevem uma atmosfera "semelhante à de uma igreja", com dança interpretativa. O clube também serviu como anfitrião durante a gravação do álbum de 1965 de Dick Dale, Rock Out With Dick Dale & His Del-Tones: Live At Ciro's. Dois anos depois, foi rebatizado de The Kaleidoscope. Em 1968, o clube chamava-se It's Boss. Em 1969, era conhecido como Patch 2. Em 1972 após algumas mudanças de nome, ela se tornou The Comedy Store.

## Artistas notáveis
- The 5th Dimension
- The Andrews Sisters
- Ray Anthony
- Desi Arnaz
- Pearl Bailey
- Josephine Baker
- Len Barry
- Louie Bellson
- Brook Benton
- Theresa Brewer
- The Byrds
- Eddie LeBaron
- George Burns
- Cab Calloway
- Canned Heat
- George Carlin
- Carmen Cavallaro
- Checkmates, Ltd.
- Lou Christie
- Rosemary Clooney
- Nat King Cole
- Dick Contino
- Xavier Cugat
- Dick Dale and the Del-Tones
- Billy Daniels
- Bobby Darin
- Sammy Davis Jr.
- Carmen de Lavallade
- The DeMarcos
- Marlene Dietrich
- Phyllis Diller
- The Doors
- Katherine Dunham
- Jimmy Durante
- Bob Dylan
- Barbara Eden
- Duke Ellington
- Eddie Fisher
- Ella Fitzgerald
- Benny Goodman
- Judy Garland
- Marvin Gaye
- Mitzi Green
- Merv Griffin
- Phil Harris
- Jimi Hendrix
- Hildegarde
- Billie Holiday
- Geoffrey Holder
- Libby Holman
- Lena Horne
- Burl Ives
- Joni James
- Herb Jeffries
- Al Jolson
- Spike Jones
- Danny Kaye
- Stan Kenton
- Lisa Kirk
- Eartha Kitt
- Abbe Lane
- Gypsy Rose Lee
- Peggy Lee
- Tom Lehrer
- Joe E. Lewis
- Liberace
- Little Richard
- Martin and Lewis
- Don Loper
- The Lovin' Spoonful
- Rose Marie
- Freddy Martin
- Tony Martin and 
Cyd Charisse
- Al Martino
- Liza Minnelli
- Carmen Miranda
- Jaye P. Morgan
- Patti Page
- Janis Paige
- Freda Payne
- Edith Piaf
- Dorothy Provine
- Richard Pryor
- Tito Puente
- Carlos Ramírez
- Johnnie Ray
- Della Reese
- Harry Richman
- Don Rickles
- Jean Sablon
- Lili St. Cyr
- Olga San Juan
- Hazel Scott
- Roberta Sherwood
- Frank Sinatra
- Sonny & Cher
- Danny Thomas
- Kay Thompson and 
The Williams Brothers
- Sophie Tucker
- Ike & Tina Turner
- Charles Trenet
- Mamie Van Doren
- Sarah Vaughan
- Veloz and Yolanda
- Dinah Washington
- Mae West
- Josh White